# محاصره پیرنا
محاصره پیرنا در ۱۷۵۶ میلادی به عنوان بخشی از هجوم پروس به ساکسونی در جریان جنگ هفت ساله رخ داد.
به دنبال فتح درسدن - پایتخت ساکسونی - بدست فریدریک کبیر در ۹ دسامبر ، ارتش ساکسونی به فرماندهی فریدریک فون روتووسکی به جنوب عقب نشینی کرده و در پیرنا موضع گرفت. ساکسون ها امیدوار بودند که نیروهای اتریشی - که در بوهم مستقر بودند - به آنان یاری رسانند.
پروسی ها ارتش ساکسونی را در پیرنا محاصره کردند. با وجود تلاش ساکسونها برای شکستن محاصره از راه رود الب ، این تلاش ها نافرجام ماند و عاقبت در ۱۴ اکتبر ، ارتش سرسخت ساکسونی تسلیم پروس شد.
در مجموع ۱۸٬۰۰۰ سرباز ساکسونی تسلیم نیروهای پروس گشتند. فریدریک ، شاه پروس ، تمامی این سربازان را - با وجود اعتراض پروسی ها- وارد ارتش پروس کرده تا برای او خدمت کنند.